# 罗卡格洛廖萨
罗卡格洛廖萨（義大利語：Roccagloriosa），是意大利萨莱诺省的一个市镇。总面积42平方公里，人口1666人，人口密度39.7人/平方公里（2009年）。ISTAT代码为065107。